# Брассай
Брассай, Брассаи́ (фр. Brassaï, настоящее имя Дью́ла Ха́лас, венг. Halász Gyula, 9 сентября 1899, Брассо, юго-восточная Трансильвания, Австро-Венгрия — 8 июля 1984, Эз, деп. Приморские Альпы, Франция) — венгерский и французский фотограф, художник и скульптор, один из представителей документальной и сюрреалистической фотографии.

## Биография
Родился в Брассо (на территории нынешней Румынии). Отец — венгр, преподаватель литературы, мать — армянка. Участвовал в Первой мировой войне, затем учился в будапештской Академии художеств (1918—1919) и Академической высшей школе в Берлине (1921—1922). В 1924 году поселился в Париже, в квартале Монпарнас, взял псевдоним по названию своего родного города («Brassaï» дословно переводится как «из Брассо»). В 1930 году начал заниматься фотографией после того, как познакомился с фотографом Андре Кертесом. В 1933 году Брассай опубликовал альбом из 60 фотографий — «Ночной Париж». Также известность приобрели его серии «Праздничная Севилья» (1954) и «Граффити» (1961). Участвовал в выставках сюрреалистов, хотя и не стал постоянным участником движения. С 1933 года публиковал свои фотоработы в журнале «Минотавр».
Был знаком и поддерживал дружеские отношения с Генри Миллером, Жаком Превером, Леоном-Полем Фаргом. Учил французский язык по книгам М. Пруста.

## Творчество
Сначала работал как график, живописец и скульптор, близкий к Парижской школе. После знакомства с Андре Кертесом и его работами (1926) обратился к фотографии. В 1930 году Брассай начал фотографировать ночные улицы и площади Парижа. В 1932 году выпустил альбом «Ночной Париж», который принёс ему известность. Обращаясь к жизни городского дна, использовал живописные эффекты искусственного городского освещения. С 1932 года часто снимал произведения Пикассо, фактически создав летопись его творчества в фотографиях. Публиковал свои работы в авангардном сюрреалистическом журнале Жоржа Батая «Минотавр». Одновременно с этим его фотографии публиковались на страницах светского журнала «Лайф». Создал галерею фотопортретов современников — Пикассо, Дали, Матисса, Альберто Джакометти, Анри Мишо, Жана Жене и др. Также в 1932 году Брассаи открыл граффити на стенах Парижа и занимался этим предметом долгие годы. Начав сотрудничество с сюрреалистическим периодическим изданием «Минотавр» в 1930-х годах, Брассаи познакомился с писателями, поэтами и художниками-сюрреалистами. В 1937 году он начал сотрудничать с издательством Harper’s Bazaar, объединив принципы сюрреализма и модной фотографии.
В годы войны вернулся к изобразительному искусству. Выпустил альбом из тридцати рисунков (1945) с текстом Ж. Превера. В 1947 году оформил своими фотопанно созданный по преверовскому либретто балет «Рандеву» (театр Сары Бернар). После войны много путешествовал как сотрудник журнала Harper’s Bazaar. Издал книги прозы «История Марии» (1949), «Слова, повисшие в воздухе» (1977), альбомы и мемуарные книги «Скульптуры Пикассо» (1948), «Праздник в Севилье» (1954), «Граффити Брассая» (1961), «Разговоры с Пикассо» (1964), «Тайный Париж 30-х годов» (1976), «Генри Миллер» (1975), «Художники моей жизни» (1982), монографию о воздействии фотоискусства на творчество Пруста (изд. 1997). Иллюстрировал книги Бретона, Б. Пере.

## Признание
В 1974 году стал кавалером Ордена искусств и литературы, в 1976 году награждён Орденом Почётного легиона. В 1978 году получил в Париже Большую национальную премию по фотографии. В 2000 году в Центре Жоржа Помпиду состоялась ретроспективная выставка 450 работ мастера. В 2012 году в московском Мультимедиа Арт Музее проведена первая масштабная выставка фотографа, охватывающая все грани его творчества — «Ретроспектива».

## Музейные собрания
- Музей Виктории и Альберта. Лондон. 383 отпечатка.
- Галерея Тейт. Лондон. 30 отпечатков.
- Музей современного искусства. Нью-Йорк. 112 отпечатков.
- Чикагский институт искусств. Чикаго, Иллинойс. 47 отпечатков.
- Рейксмюсеум. Амстердам. 9 отпечатков.